# (73976) 1998 BE35
(73976) 1998 BE35 – planetoida z pasa głównego asteroid okrążająca Słońce w ciągu 5,49 lat w średniej odległości 3,11 j.a. Odkryta 26 stycznia 1998 roku.